# CHINA ROSE (金井夕子のアルバム)
『CHINA ROSE』（チャイナローズ）は、日本の歌手金井夕子が、1979年12月21日にキャニオン・レコードより発売したオリジナル・アルバムである。

## 概要
金井の持つ異国情緒の雰囲気を引き出した作品。YMOやはっぴいえんどのミュージシャンたちが個性を発揮している。金井はこのアルバムで作詞を手がけている。

## 収録曲

### Side-A
1. マヤマヤ ビーチ（詞・曲：尾崎亜美、編：鈴木茂） 3分37秒
Keyboards：山田秀俊・佐藤準
E.Bass：岡沢茂
Drums：渡嘉敷祐一
E.Guitar：鈴木茂
A.Guitar：吉川忠英
Percussion：斉藤ノブ
Trumpet：数原晋
Trombone：平内保雄
B.Sax：砂原俊三
A.Sax：ジェイク・H・コンセプション
T.Sax：村岡健
2. SOIR, AU REVOIR（詞：竜真知子、曲・編：鈴木茂）4分46秒
Keyboards：佐藤準
E.Bass：岡沢章、Drums：林立夫
E.Guitar：鈴木茂
A.Guitar：吉川忠英
Percussion：斉藤ノブ
Strings：加藤ストリングス
Chorus：EVE
Flute：相馬 充
Flugelhorn：数原晋
3. チャイナ ローズ（詞：伊達歩、曲：細野晴臣、編：細野晴臣・坂本龍一）3分46秒
Keyboards：坂本龍一
E.Bass：細野晴臣
Drums：高橋ユキヒロ
Percussion：穴井忠臣
4. 「Sweet Inspiration」（詞：金井夕子、曲・編：梅垣達志）3分54秒
Keyboards：羽田健太郎
E.Bass：後藤次利
Drums：林立夫
E.Guitar：松原正樹
A.Guitar：吉川忠英
Percussion：斉藤ノブ
Strings：多ストリングス
Chorus：梅垣達志・尾形道子
Trumpet：数原晋
Trombone：新井英治
A.Sax：村岡健
T.Sax：斉藤清
5. 離愁（詞：金井夕子、曲・編：梅垣達志）5分8秒
Keyboards：羽田健太郎
E.Bass：後藤次利
Drums：林立夫
E.Guitar：松原正樹
A.Guitar：吉川忠英
Percussion：斉藤ノブ
Chorus：梅垣達志・尾形道子

### Side-B
1. オリエンタル ムーン（詞：松本隆、曲：筒美京平、編：船山基紀）4分27秒
Keyboards：羽田健太郎
E.Bass：高水健司
Drums：田中清司
E.Guitar：矢島賢
A.Guitar：吉川忠英
Percussion：斉藤ノブ
Strings：多ストリングス
Chorus：コーポレーション・スリー
2. A BOY FROM ANDES（詞：松本隆、曲：筒美京平、編：船山基紀）4分11秒
Keyboards：羽田健太郎
E.Bass：岡沢章
Drums：田中清司
E.Guitar：今 剛
A.Guitar：吉川忠英
Percussion：斉藤ノブ
Flute：旭 学
Mandolin：竹内郁子
Indian Harp：本間保
3. DISCO TANGO（詞：Brian Walker、日本語詞：金井夕子、曲：島健、編：船山基紀）4分8秒
Keyboards：羽田健太郎
E.Bass：高水健司
Drums：田中清司
E.Guitar：矢島賢
A.Guitar：吉川忠英
Percussion：斉藤ノブ
Strings：多ストリングス
Bandoneon：池田光男
4. パ・ル・ラ（詞・曲：尾崎亜美、編：鈴木茂）3分23秒
Keyboards：山田秀俊・佐藤準
E.Bass：岡沢茂
Drums：渡嘉敷祐一
E.Guitar：鈴木茂
A.Guitar：吉川忠英
Percussion：斉藤ノブ
Chorus：EVE
Flute：江藤幸雄
5. 冬の銀河（詞：竜真知子、曲・編：鈴木茂）4分36秒
Keyboards：佐藤準
E.Bass：岡沢章
Drums：林立夫
E.Guitar：鈴木茂
A.Guitar：吉川忠英
Percussion：斉藤ノブ
Strings：加藤ストリングス
Chorus：EVE
Flute：江藤幸雄
Harp：山川恵子
Midget Accordion：風間文彦

## スタッフ
- Recording Engineer：黒田勝也・渡辺誠
- Assistant Engineer：市村隆史
- Photographer：Tamjin
- Designer：Hakubun Arai + gil
- Director：渡辺有三[2]
- Recorded at
HITOKUCHIZAKA STUDIO
From September to October 1979